# Bastrop (Louisiane)
Pour les articles homonymes, voir Bastrop.
La ville de Bastrop est le siège de la paroisse de Morehouse, en Louisiane, aux États-Unis. Elle comptait 11 365 habitants lors du recensement de 2000.

## Source
- (en) Cet article est partiellement ou en totalité issu de l’article de Wikipédia en anglais intitulé « Bastrop, Louisiana » (voir la liste des auteurs).